# كازالغراندي
كازالغراندي (بالإيطالية: Casalgrande)‏ هي بلدية في مقاطعة ريدجو إميليا في إقليم إميليا رومانيا الإيطالي.

## السكان
في سنة 1861 بلغ عدد السكان 3٬931 نسمة، وتطور العدد ليصل في سنة 2011 لـ 18٬635 نسمة.
يظهر هذا المخطط البياني تطور النمو السكاني لـ كازالغراندي